# نفقة الطفل حسب الدولة
تتضمن هذه المقالة معلومات حول سياسات نفقة الطفل في العديد من الدول.

## أستراليا
في أستراليا، تقوم وكالة نفقة الطفل (أستراليا) بحساب نفقة الطفل على أساس دخل كل من الوالدين، بحيث يتم استبعاد مبلغ أساسي، ومقدار الوقت الذي يقضيه الطفل مع كل منهما. ويمكن للوالدين طلب المراجعة عندما يكون الدخل أو الأصول أو غيرها من العوامل الأخرى التي تؤدي إلى الصيغة لا تعطي نتيجة تعكس تفاصيل القضية.

## نيوزيلندا
انظر أيضًا: قانون نفقة الطفل لعام 1991 (نيوزيلندا)
في نيوزيلندا، يدير قسم دعم الطفل بالإيرادات الداخلية طلب نفقة الطفل وجمعها وإعادة توزيعها. ويتم تقييم الآباء المسؤولين باستخدام نظام تقييم نموذجي يحدد مسؤولية الدفع بناءً على دخل الشخص المسؤول والظروف العائلية. ولا يسمح بالخروج من النموذج إلا في ظل ظروف خاصة، مثل الصعوبات أو الأصول المالية أو الاحتياجات الخاصة، أو عبر اتفاقات الوالدين. وتكون المدفوعات إجبارية، مع ضرورة دفع الحد الأدنى للمبلغ المطلوب، بصرف النظر عن القدرة على الدفع، على الرغم من أن السجناء والمرضى المحتجزين في المستشفى لفترات طويلة يمكنهم التقدم للحصول على إعفاءات. ومن الممكن أن يتقدم أي شخص مسؤول عن رعاية طفل بطلب للحصول على نفقة الطفل، ولكن هذا يكون ضروريًا فقط إذا كان أحد الوالدين يتلقى مبالغ رفاهية لنفسه وللأطفال. ويكون الأطفال مستحقين للنفقة عندما يكونون دون 19 عامًا، وعندما يكونون معتمدين على مقدم الرعاية.

## السويد
في السويد، يجب على الوالد الذي لا يعيش مع أبنائه دفع "underhållsbidrag" (نفقة)، لأن الآباء ملزمون بإعالة أبنائهم. وينبغي أن يتفق الوالدان على المبلغ، آخذين في الاعتبار احتياجات الطفل الاقتصادية والحالة الاقتصادية لكلا الوالدين. وهو ما قد يكون في شكل عقد أو مجرد اتفاق. وفي حالة الحضانة المشتركة التي يعيش الطفل فيها مع كلا الوالدين نصف الوقت تقريبًا، لا يحتاج الطفل إلى نفقة. ويتم تعديل المبلغ المتفق عليه نتيجة للتضخم كل عام (على الرغم من أن معدل ارتفاعه بلغ 0٪ في بعض السنوات).
وإذا لم يقم الوالد الذي من المفترض أن يدفع نفقة الطفل بذلك (أو لم يدفع في الوقت المحدد)، فقد يحصل الطفل على «النفقة» من وكالة التأمينات الاجتماعية السويدية. وهذا أيضًا ينطبق في حالة ما إذا كان الوالد يدفع أقل من 1273 كرونة سويدية شهريًا ولا يقدم نفقة معادلة بطريقة أخرى. يجب على الوالد الذي لا يعيش مع الطفل سداد المبلغ المدفوع بمجرد أن يسمح له دخله بذلك، وربما يضطر لدفع فائدة على الديون لوكالة التأمينات الاجتماعية السويدية.
وتقدم النفقة للطفل، ولكنها تدفع للوالد. ويتم دفعها حتى يبلغ الطفل 18 عامًا. أما الطفل الذي لا يزال في المدرسة الثانوية أو ما يعادلها، فيجوز تمديد النفقة له حتى يبلغ 21 عامًا، ولكن بعد 18 تعطى للطفل مباشرة.
للاطلاع على حالات دولية، انظر موقع وكالة التأمينات الاجتماعية السويدية و "اتفاقية تحصيل النفقة في الخارج في القانون السويدي و معاهدة الاتحاد الأوروبي (باللغة السويدية).

## المملكة المتحدة
في المملكة المتحدة، تقوم وكالة نفقة الطفل بحساب المساهمة المطلوبة.

## الولايات المتحدة
في الولايات المتحدة، تعد نفقة الطفل التزامًا مستمرًا من خلال دفعات دورية يقدمها («المتعهد» أو الوالد الواجب عليه الدفع) بشكل مباشر أو غير مباشر («للمتعهد له» أو الطرف المتلقي) بغرض الرعاية المالية ودعم الأطفال الناتجين من علاقة أو زواج تم إنهاؤه، أو في بعض الحالات لم يكن موجود أصلاً.
في كثير من الأحيان، ولكن ليس دائمًا، يكون المتعهد هو الوالد الذي لم يحصل على الوصاية. وفي كثير من الأحيان، ولكن ليس دائمًا، يكون المتعهد له هو الوالد الوصي أو مقدم الرعاية أو القيم أو الحكومة.
في الولايات المتحدة، ليس هناك شروط خاصة بالجنس لدفع النفقة للطفل، فعلى سبيل المثال، قد يدفع الأب للأم أو قد تدفع الأم للأب. ووفقًا للولاية القضائية، فإن الوالد غير الحاضن قد يدفع نفقة الطفل إلى الوالد الحاضن، أو قد يدفع الوالد الحاضن نفقة الطفل إلى الوالد غير الحاضن.
بالإضافة إلى ذلك، في الحضانة المشتركة يكون كلا الوالدين «حاضنًا» وليس أي منهما غير حاضن، أو بعبارة أخرى يكون للطفل والدان حاضنان. وهكذا، في حالة الحضانة المشتركة، على الوالد الحاضن (المتعهد) أن يدفع للوالد الحاضن الآخر (باعتباره المتعهد له).
أما إنفاذ نفقة الطفل في الولايات المتحدة على المستوى الفيدرالي فهي مسؤولية إدارة الطفل والأسرة في وزارة الصحة والخدمات الإنسانية. وهناك إطار شامل للتشريعات الفيدرالية (العنوان IV-D من قانون الضمان الاجتماعي) واللوائح التي ينبغي أن تعمل بها الولايات إذا كانت ترغب في الحصول على التمويل الفيدرالي. كما قد تتلقى الولايات أيضًا «حوافز» مالية إضافية لإثبات الأبوة أو إنشاء أو تعديل أوامر نفقة الطفل. وعلى الرغم من أن أصول برنامج نفقة الطفل الفيدرالي في الولايات المتحدة تعود إلى قلق الكونغرس فيما يتعلق بالتعويض عن الوالد الغائب ببعض المساعدات النقدية التي تدفع للوالد الحاضن، فقد بلغ إجمالي مجموعات نفقة الطفل في الولايات المتحدة في السنة المالية الفيدرالية 2006 ما مجموعه 23.9 مليار دولار، حيث تم دفع 11 مليار دولار للأسر التي لم تكن أبدًا مستفيدة من المساعدات العامة.
وتعد كل ولاية مسؤولة عن وضع برنامج إنفاذ لنفقة الطفل يتوافق مع المتطلبات الفيدرالية، بما في ذلك المبادئ التوجيهية لاحتساب نفقة الطفل. وكحد أدنى، يفرض القسم 302.56 من مجموعة اللوائح التنظيمية الفيدرالية رقم 45 على كل ولاية إعداد ونشر دليل توجيهي من المفترض أن يكون (يمكن الاعتراض عليه) صحيحًا، ومراجعة الدليل التوجيهي، على الأقل، كل أربع (4) سنوات. وتتميز معظم الولايات بوجود «ورقة عمل للمبادئ التوجيهية لنفقة الطفل» تستخدمها المحاكم المحلية ومكاتب الولاية لإنفاذ نفقة الطفل لتحديد «حساب معياري» لنفقة الطفل. وقد تخرج المحاكم عن هذه العملية الحسابية القياسية في حالات معينة.
ويتناول قانون نفقة الأسرة الموحد بين الولايات تأثير تشريعات الولايات ولوائحها المتفاوتة لضمان أن يكون لكل ولاية القدرة على فرض أو تعديل نفقة الطفل في أي وقت واحد، بشرط:
- الاعتراف المتبادل بالأوامر بين الولايات
- إنفاذ نفقة الطفل عبر حدود الولاية
- تنازع القوانين والأوامر التي تمنحها الولايات المختلفة.

تتناول مقالة نفقة الطفل في الولايات المتحدة (Child support in the United States) المزيد من النقاشات والإشكاليات المحددة المتعلقة بتنازع القوانين بالنسبة لولايات كاليفورنيا وكونكتيكت ومقاطعة كولومبيا وميريلاند.
قوانين إنفاذ نفقة الطفل الفيدرالية الرئيسية:
- 1975: قانون الضمان الاجتماعي، العنوان IV، القسم D
- 1984: تعديلات نفقة الطفل
- 1988: قانون نفقة الأسرة
- 1992: قانون تحصيل نفقة الطفل
- 1993: قانون تسوية الموازنة متعدد الإجراءات
- 1994: قانون السلطة التامة والاعتبار الكامل
- 1996: قانون المسؤولية الشخصية وتسوية فرص العمل
- 1998: قانون عقاب الآباء الآبقين
- 2000: متطلبات التأمين الصحي للأطفال لوالد غير حاضن بوصفه موظفًا فيدراليًا